# 이스라엘 레일웨이스

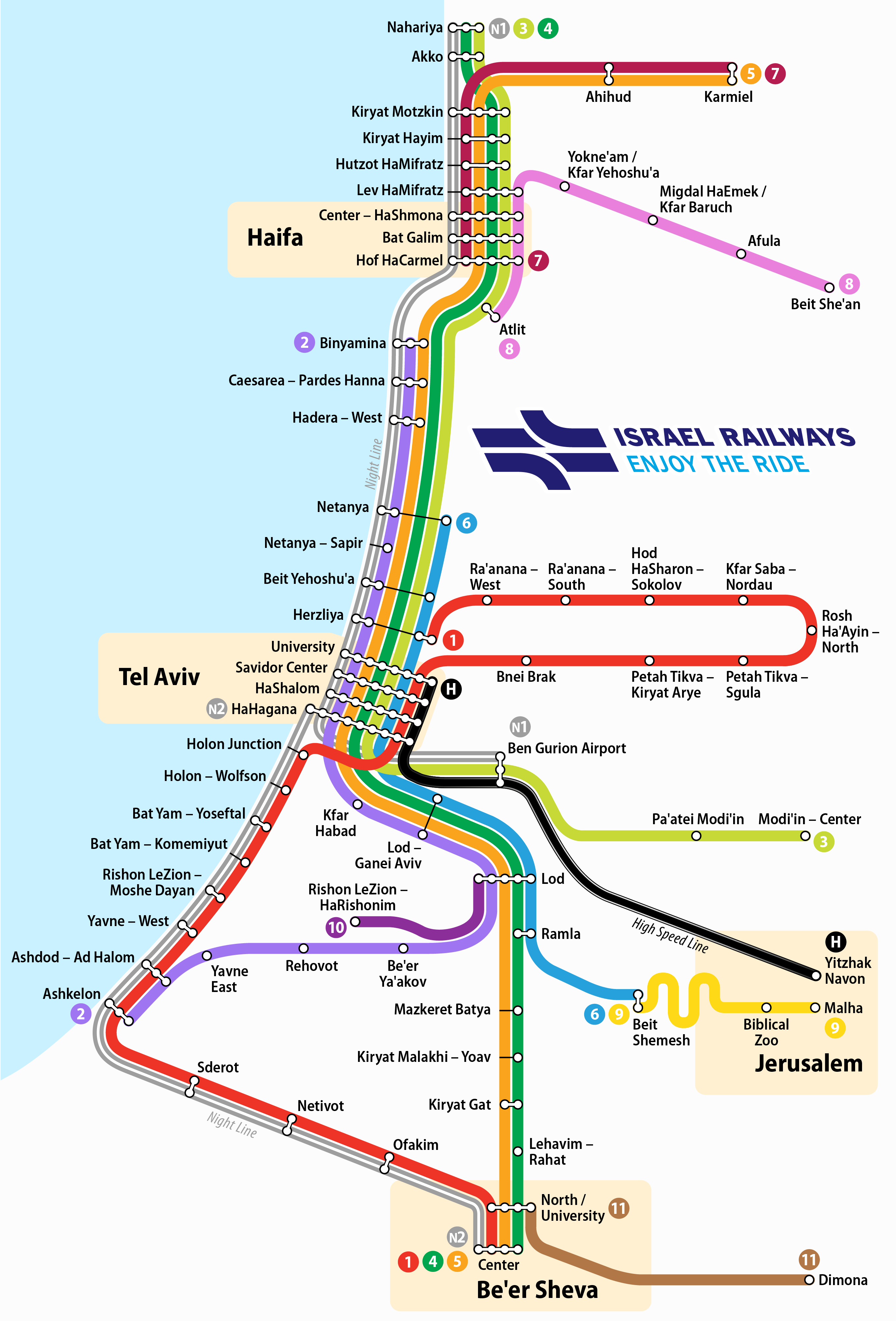

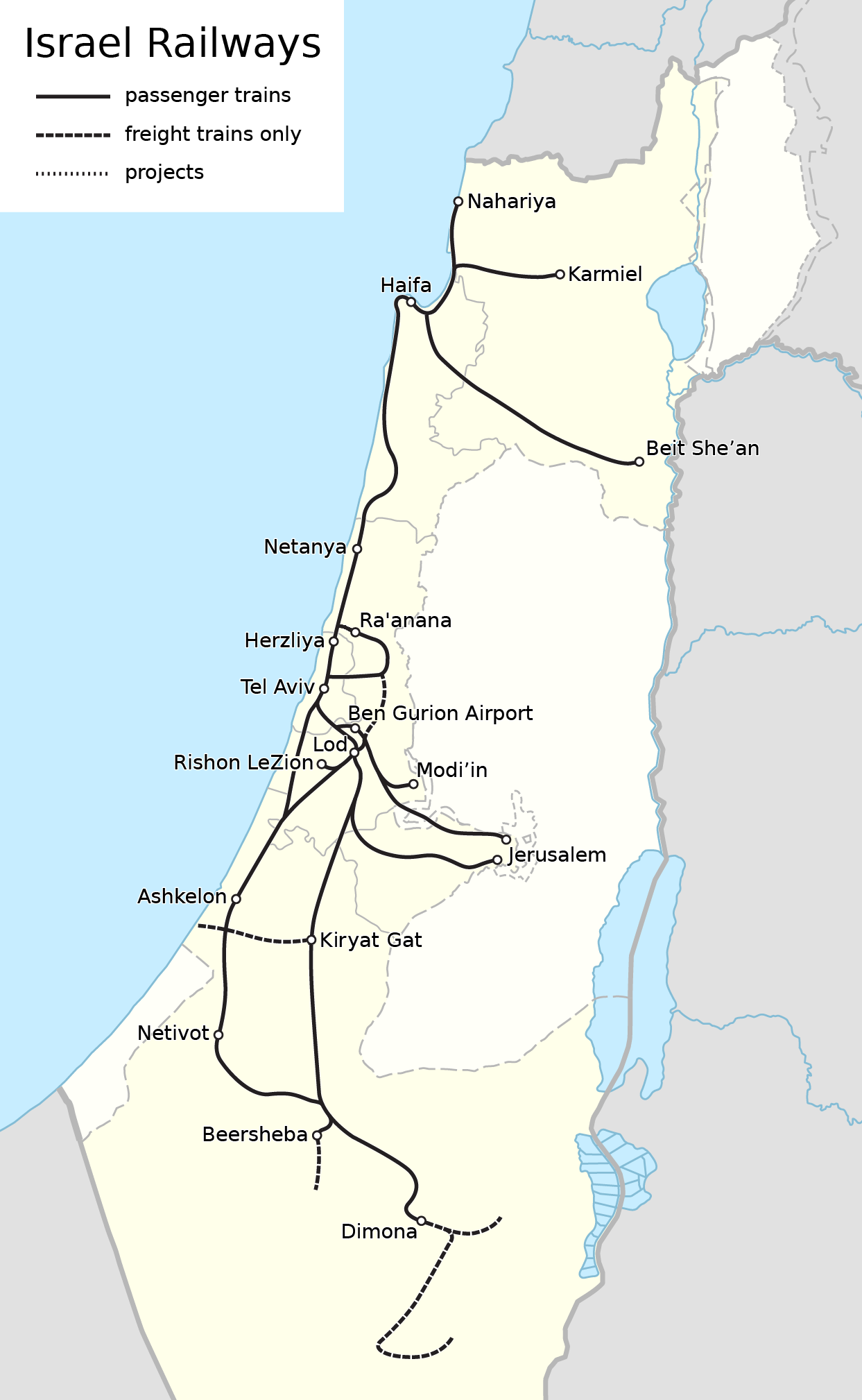
이스라엘 레일웨이스

이스라엘 레일웨이스(Israel Railways), 히브리어: רכבת ישראל; "Rakévet Yisraél")은 이스라엘 국영 철도 회사이다. 도시 간 및 근교 승객 운송과 전국적인 화물 수송 역할을 담당한다. 표준궤 철도이다. 노선은 텔 아비브로부터 뻗쳐 나가, 해안의 인구 밀집 지역에 조밀하게 비교적 펼쳐져 있다. 이스라엘 철도 차량은 궤도의 왼쪽으로 달린다.

## 노선
이스라엘 레일웨이스의 노선은 여러 지선으로 나뉜다.
- 나하리야 - 하이파 - 텔 아비브 - 벤 구리온 공항 - 로드 - 베에르셰바 : 도시 연결
- 하이파 - 키르얏 모츠킨 : 근교 노선
- 빈야미나/네탄야 - 텔 아비브 - 레호봇/아쉬켈론 : 근교 노선

물리적인 노선은 다음과 같다. 한 노선은 텔 아비브에서 시작해서 북쪽으로 해변을 따라 쭉 하이파, 크라욧, 나하리야를 잇는다. 한 노선은 남쪽으로 베에르셰바까지 뻗는다. 2005년 12월 17일 개통한, 베에르셰바 북부 역부터 디몬나까지 뻗는 새로운 지선이 이 노선에 연결되어 있다.

## 승객 수송
2004년에 이스라엘 레일웨이스는 연간 약 800만 톤의 화물을 운송하였고, 2천 3백만 명의 승객을 수송하였다. 10년 전보다 6배 늘어난 수치이다. 이스라엘 레일웨이스는 확장 계획이 성사될 경우, 2010년 경 6천만 명의 승객을 수송할 것으로 예측하였다.

## 참고자료
- (영어) The Railways of Palestine and Israel, Paul Cotterell, 1986, Tourret Publishing, ISBN 0-905878-04-3.

## 사진

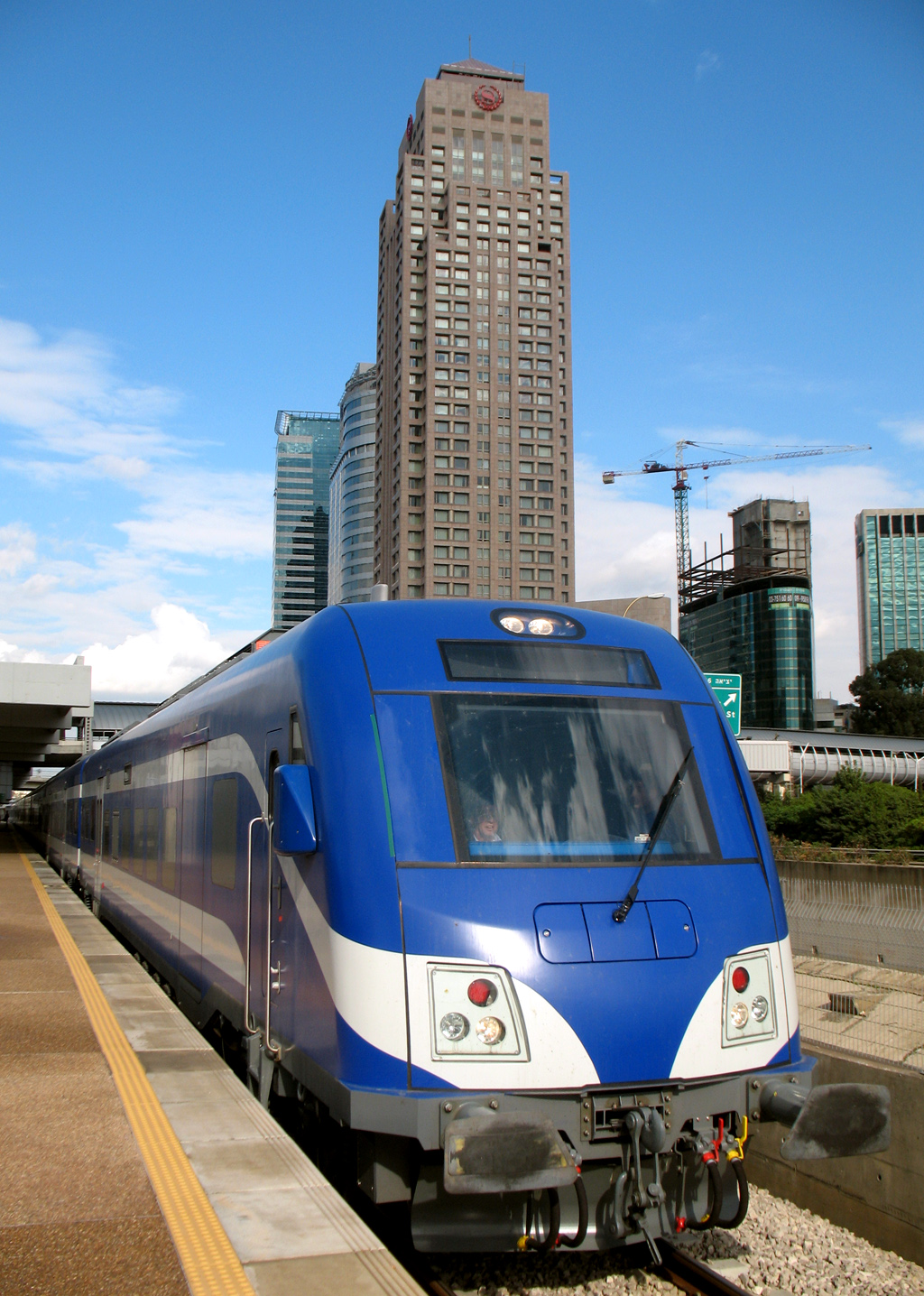
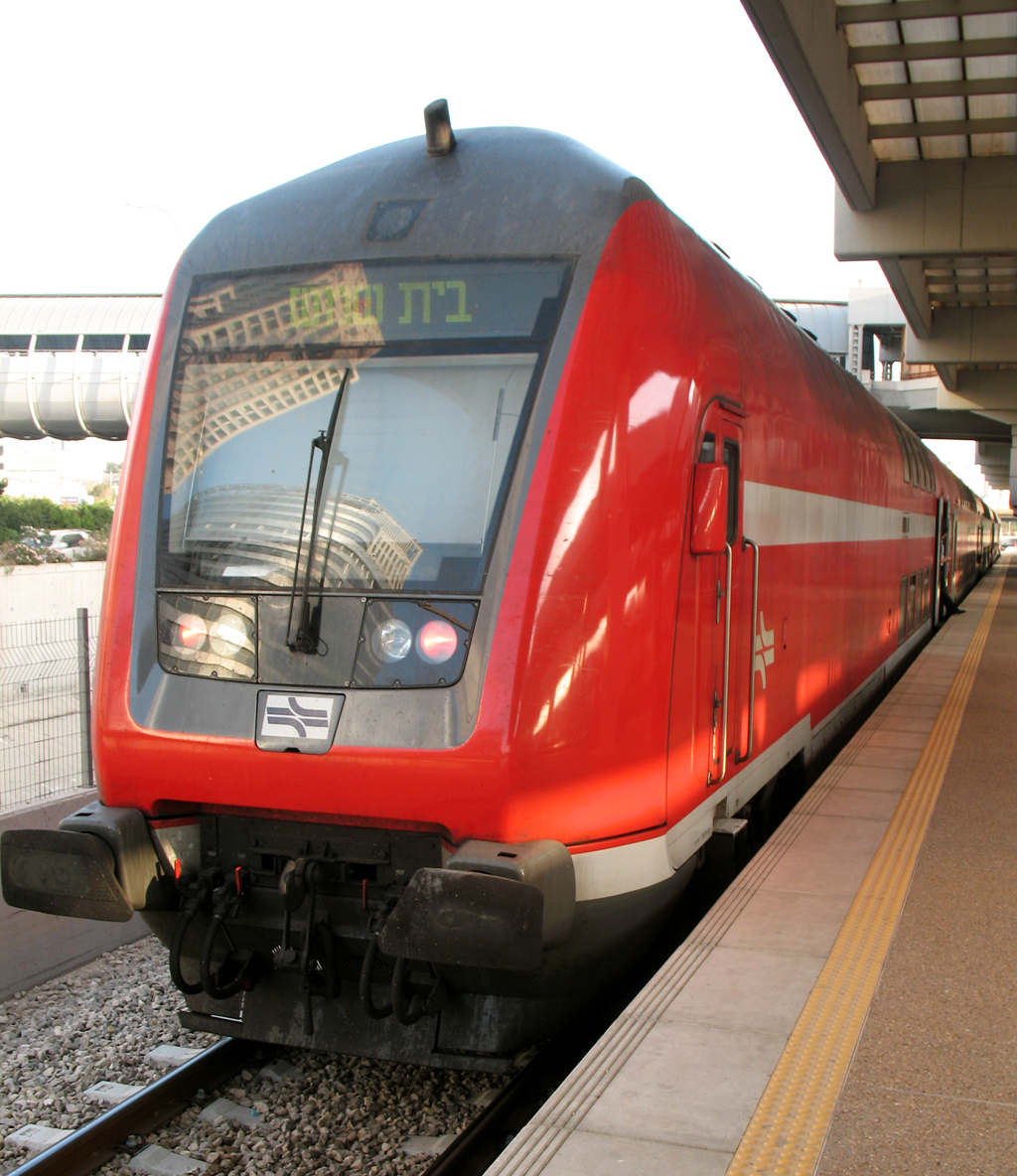
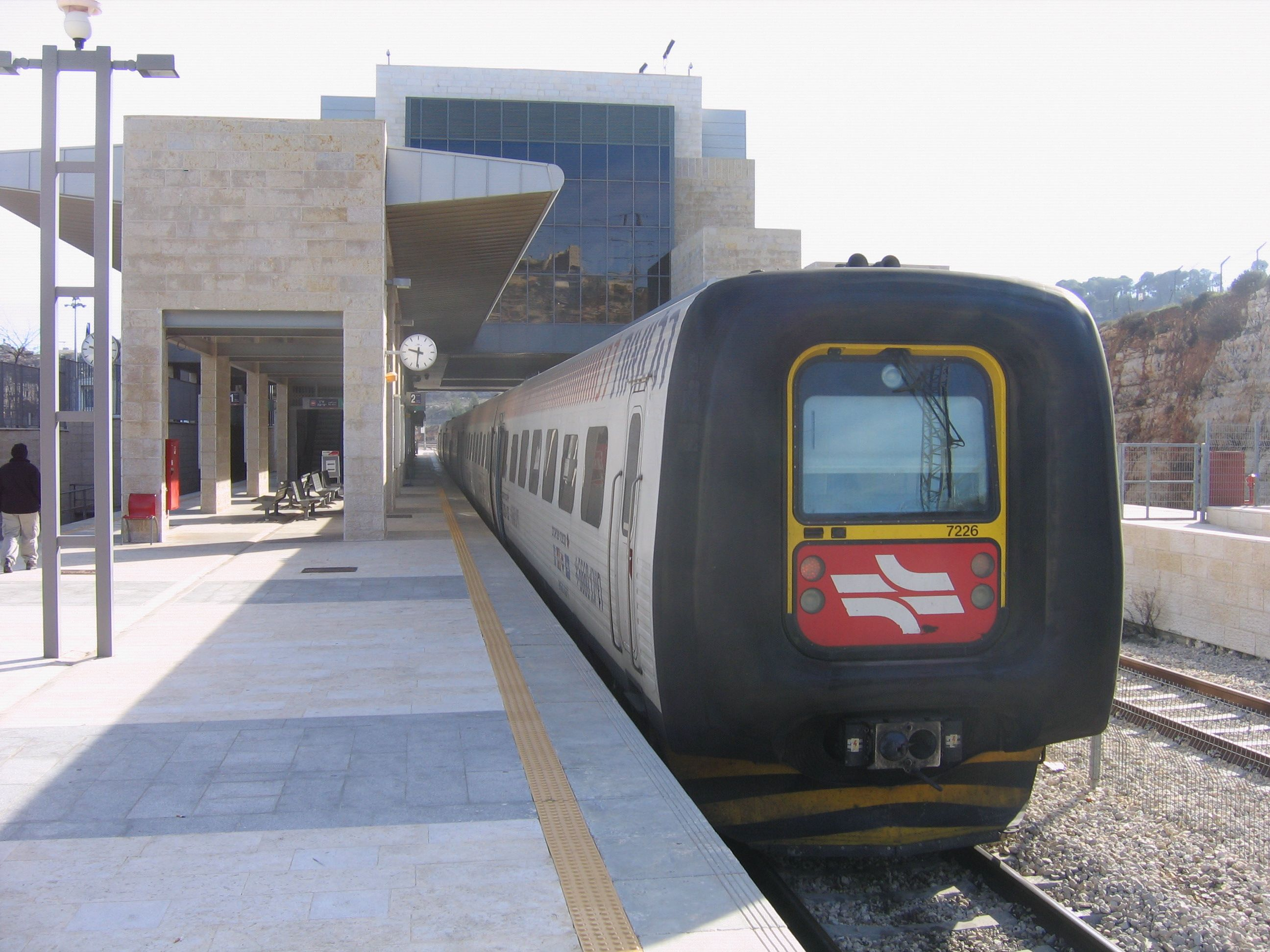